# Parlamentswahl in Jamaika 2016
Die Parlamentswahl in Jamaika 2016 fand am 25. Februar 2016 statt. Gewählt wurden 63 Abgeordnete des Repräsentantenhauses von Jamaika.

## Hintergrund
Am 31. Januar 2016 kündigte die Premierministerin den 25. Februar 2016 als Wahltermin an. Die Auflösung des Parlaments war für den 5. Februar 2016 vorgesehen und die Kandidatennominierung für den 9. Februar 2016.
Hauptthema des Wahlkampfes war die wirtschaftliche Lage. Unter der seit 2011 im Amt befindlichen PNP-Regierung von Premierministerin Portia Simpson Miller hatte sich Jamaika im Gegenzug für die Gewährung eines 750 Millionen US$-Kredit des Internationalen Währungsfonds zu Austeritätsmaßnahmen (Ausgabenkürzungen, Arbeitsmarktreformen) verpflichten müssen. Aus Sicht der Kreditgeber waren diese auch erfolgreich und führten zur niedrigsten Inflationsrate seit 48 Jahren und zu einem mäßigen Wirtschaftswachstum (2012: 1,3 % nach Weltbank-Daten). Trotzdem blieb die wirtschaftliche Lage immer noch weitgehend unbefriedigend, beispielsweise mit einer Jugendarbeitslosigkeit von 38 %.

## Wahlmodus
Die Wahl fand in 63 Einzelwahlkreisen als einfache Mehrheitswahl statt. Insgesamt wurden 152 Kandidaten nominiert – jeweils 63 durch die beiden großen Parteien JLP und PNP und 26 weitere (10 Unabhängige, 7 National Democratic Movement, 9 durch andere Parteien).

## Ergebnis

Gewonnene Wahlkreise:

Die Wahlen endeten mit einem knappen Sieg der Jamaica Labour Party.
| Wahl des Repräsentantenhauses von Jamaika 2016  | Wahl des Repräsentantenhauses von Jamaika 2016  | Wahl des Repräsentantenhauses von Jamaika 2016 | Wahl des Repräsentantenhauses von Jamaika 2016 | Wahl des Repräsentantenhauses von Jamaika 2016 | Wahl des Repräsentantenhauses von Jamaika 2016 |
| Partei                                          | Kürzel                                          | Stimmen                                        | %                                              | Sitze                                          | ±                                              |
| ----------------------------------------------- | ----------------------------------------------- | ---------------------------------------------- | ---------------------------------------------- | ---------------------------------------------- | ---------------------------------------------- |
| Jamaica Labour Party                            | JPL                                             | 436.972                                        | 50,08 %                                        | 32                                             | ▲ 11                                           |
| People’s National Party                         | PNP                                             | 433.735                                        | 49,71 %                                        | 31                                             | ▼ 11                                           |
| Marcus Garvey People’s Progressive Party        | MGPPP                                           | 260                                            | 0,03 %                                         | 0                                              | 0                                              |
| National Democratic Movement                    | NDM                                             | 223                                            | 0,03 %                                         | 0                                              | 0                                              |
| People’s Progressive Party                      | PPP                                             | 91                                             | 0,01 %                                         | 0                                              | Neu                                            |
| Unabhängige                                     | Unabhängige                                     | 1.233                                          | 0,14 %                                         | 0                                              | 0                                              |
| Gültige Stimmen                                 | Gültige Stimmen                                 | 872.514                                        | 100 %                                          | 63                                             | 0                                              |
| Ungültige Stimmen                               | Ungültige Stimmen                               | 9.875                                          |                                                |                                                |                                                |
| Abgegebene Stimmen                              | Abgegebene Stimmen                              | 882.389                                        |                                                |                                                |                                                |
| Anzahl der Wahlberechtigten und Wahlbeteiligung | Anzahl der Wahlberechtigten und Wahlbeteiligung | 1.824.412                                      | 48,37 %                                        |                                                |                                                |
| Quelle: Electoral Commission                    |                                                 |                                                |                                                |                                                |                                                |

1. ↑  bezogen auf die gültigen Stimmen